# Iwan Dubowoj
Iwan Naumowicz Dubowoj (ros. Иван Наумович Дубовой; ur. 12 września?/24 września 1896 w Nowoselicy w guberni kijowskiej, zm. 27 lipca 1938 w Moskwie) – radziecki dowódca wojskowy, komandarm II rangi. Ofiara stalinowskiej czystki w Armii Czerwonej.

## Życiorys
Był synem Nauma Dubowoja, górnika i od 1903 r. działacza partii bolszewickiej. Przed wybuchem I wojny światowej studiował w Kijowskim Instytucie Handlowym, lecz został wcielony do armii carskiej i w 1917 roku ukończył Szkołę Chorążych w Irkucku. Służył w 30 Syberyjskim Rezerwowym Pułku Strzeleckim stacjonującym w Krasnojarsku. Po rewolucji lutowej brał udział w formowaniu i szkoleniu oddziałów Czerwonej Gwardii i w Krasnojarsku. W czerwcu 1917 r. przystąpił do partii bolszewickiej. W grudniu 1917 r. brał udział w walkach między Czerwoną Gwardią a antybolszewicko nastawionymi junkrami w Irkucku.
Następnie wyjechał do Donbasu, gdzie organizował oddziały Czerwonej Gwardii. W lutym 1918 r. był dowódcą oddziału Czerwonej Gwardii w Bachmucie, następnie komisarzem rejonu nowomakiejewskiego i komendantem centralnego sztabu Czerwonej Gwardii w całym Donbasie. W latach 1918–1919 był pomocnikiem szefa oddziału operacyjnego 10 Armii podczas obrony Carycyna, następnie szefem oddziału operacyjnego i wreszcie zastępcą szefa sztabu.
W 1919 roku był jednym z dowódców podczas ofensywy radzieckiego Frontu Ukraińskiego przeciwko Ukraińskiej Republice Ludowej – był szefem sztabu Kierunku Kijowskiego Frontu Ukraińskiego, potem w kwietniu tego roku szefem sztabu, a od maja do czerwca 1919 dowódcą 1 Ukraińskiej Armii Radzieckiej. Po śmierci Mykoły Szczorsa został dowódcą 44 Dywizji Strzeleckiej, uczestniczył w walkach z Petlurą i Denikinem. Walczył w wojnie polsko-bolszewickiej 1920. W 1920 r. został odznaczony Orderem Czerwonego Sztandaru.
W 1924 roku mianowany dowódcą korpusu. Od 1929 roku zastępca dowódcy Ukraińskiego Okręgu Wojskowego (OW). W tym samym roku ukończył kursy doskonalące dla wyższych dowódców na Akademii Wojskowej im. Frunzego w Moskwie. Z rekomendacji dowodzącego okręgiem ukraińskim Jony Jakira, z którym się blisko przyjaźnił, został w 1935 roku dowódcą nowo utworzonego (wydzielonego z okręgu ukraińskiego) Charkowskiego Okręgu Wojskowego. W tym samym roku podczas wielkich manewrów w Kijowskim Okręgu Wojskowym dowodził stroną „niebieską” („atakującą ZSRR”), a za swoją postawę został wysoko oceniony przez ludowego komisarza obrony ZSRR Klimienta Woroszyłowa. W 1935 r. wydał Moje wspomnienia o Szczorsie.

### Czystka w Armii Czerwonej, aresztowanie i proces
Po tym, gdy Jona Jakir został 28 maja 1937 r. aresztowany Dubowoj według niektórych relacji w pierwszej chwili wyrażał wątpliwości co do winy przyjaciela. Podczas posiedzenia rady wojennej Komisariatu Obrony w czerwcu 1937 r. miał przekonywać, że potrzebne są dodatkowe ustalenia w sprawie działań Jakira. Według innej relacji Dubowoj, za radą komdywa Piotra Tkałuna, stanowczo odciął się od aresztowanego komandarma. Gdy Jakir został postawiony przed sądem razem z marszałkiem Michaiłem Tuchaczewskim i sześcioma innymi wysokimi oficerami, skazany na śmierć i rozstrzelany (11/12 czerwca 1937 r.), Dubowoj zaczął publicznie deklarować, że zniszczy „jakirowskiego i primakowowskiego ducha” w okręgu.
Sam Dubowoj został aresztowany 21 sierpnia w Moskwie, dokąd przyjechał na wezwanie komisarza obrony Woroszyłowa. Oskarżono go o szpiegostwo i szkodnictwo w wojsku, uczestnictwo w spisku trockistowskim, a także o to, że w 1919 r. zamordował Mykołę Szczorsa, by przejąć dowodzenie 44 Dywizją Strzelecką. Przyznał się do stawianych mu zarzutów. Podczas śledztwa obciążył także kolejne osoby, w tym aresztowanych już oficerów Kijowskiego Okręgu Wojskowego komdywa Aleksandra Bachruszyna, kombrigów Jewdokimowa, Kariewa i Kagana, pułkownika Zimmę, dowódcę 54 Szybkiej Brygady Bombowej, a wreszcie komdywa Wasilija Pogriebnoja, swojego zastępcę w Charkowskim Okręgu Wojskowym. Aresztowanie i zeznania Dubowoja pociągnęły za sobą masowe zatrzymania oficerów Charkowskiego Okręgu Wojskowego. Twierdził także, że uczestnikami spisku Tuchaczewskiego i Jakira byli Jan Gamarnik (popełnił samobójstwo w 1937 r.) oraz Łazar Kaganowicz.
Po tym, gdy Dubowoj przyznał się na śledztwie do zastrzelenia Szczorsa, władze poleciły reżyserowi Ołeksandrowi Dowżence, pracującego nad filmem Szczors, wprowadzenie do scenariusza postaci zdrajcy i zabójcy. Inicjatywę tę zablokował I sekretarz Komunistycznej Partii (bolszewików) Ukrainy Stanisław Kosior, dla którego taka wersja wydarzeń była „oczywistą falsyfikacją historii”. W odpowiedzi Stalin osobiście nakazał rozesłanie członkom Politbiura WKP (b) kopii odpowiedniego fragmentu zeznań Dubowoja.
Skazany na śmierć 28 lipca 1938 r. przez kolegium wojskowe Sądu Najwyższego ZSRR, następnego dnia rozstrzelany. Został zrehabilitowany we wrześniu 1956 roku. Represje dotknęły również jego ojca, który został skazany na karę łagru i zmarł w obozie w 1941 r.